# Lule Warrenton

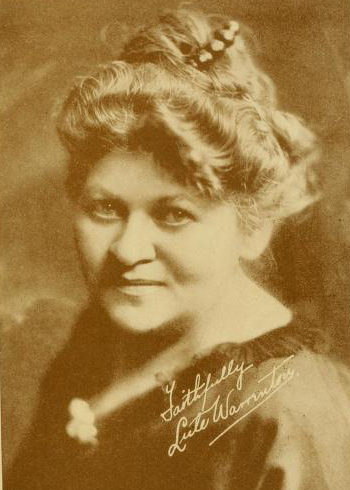
Lule Warrenton, 1915

Lule Warrenton (geboren am 22. Juni 1862 in Flint, Michigan; gestorben am 14. Mai 1932 in Laguna Beach, Kalifornien) war eine US-amerikanische Filmschauspielerin, Regisseurin und Produzentin der Stummfilmära. Sie trat zwischen 1913 und 1922 als Darstellerin in zahlreichen Filmen auf. Dabei hatte sie nur wenige Hauptrollen, wurde aber häufig in Nebenrollen als mütterlicher Typ besetzt. Ab 1916 war sie auch als Regisseurin und Produzentin tätig.

## Frühe Jahre
Lule Warrenton wurde als Tochter eines Theaterproduzenten in Flint, Michigan geboren. Nach ihrer Schulausbildung begann Warrenton ein Studium der Medizin an der University of Michigan in Ann Arbor. Nur ein halbes Jahr vor dem Abschluss des Studiums brach sie die Ausbildung gegen den Willen ihres Vaters ab. In jungen Jahren war Warrenton als Vortragskünstlerin (Elocutionist) an der University of Notre Dame tätig. Daraus erwuchsen Engagements als Shakespeare-Rezitatorin. Im Rahmen dieser Tätigkeit war Warrenton mehrere Jahre lang Partnerin des bekannten Shakespeare-Interpreten William Ranous. Später betreute sie als Produzentin und Managerin mehrere der Theatertruppen ihres Vaters.

## Filmschauspielerin

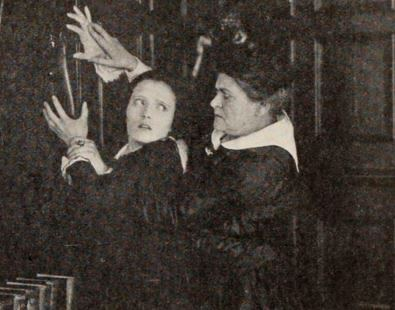
Pauline Starke und Lule Warrenton in Daughter Angele, 1918

Um 1912 zog Warrenton die Konsequenzen aus dem Niedergang des Theaters und dem Aufschwung der Filmwirtschaft. Sie wurde Schauspielerin bei den Universal Studios. Zunächst arbeitete sie in den Nestor Studios der kurz zuvor mit Universal fusionierten Nestor Film Company. Während ihrer Schauspielkarriere hatte sie nur wenige Hauptrollen, wurde aber häufig in der Rolle einer Mutter und in anderen Nebenrollen in Western oder Komödien eingesetzt. Dennoch hatte Warrenton den Ruf einer vielseitigen Schauspielerin. In The Queen of Jungle Land spielte sie 1915 eine Afrikanerin.

## Regisseurin

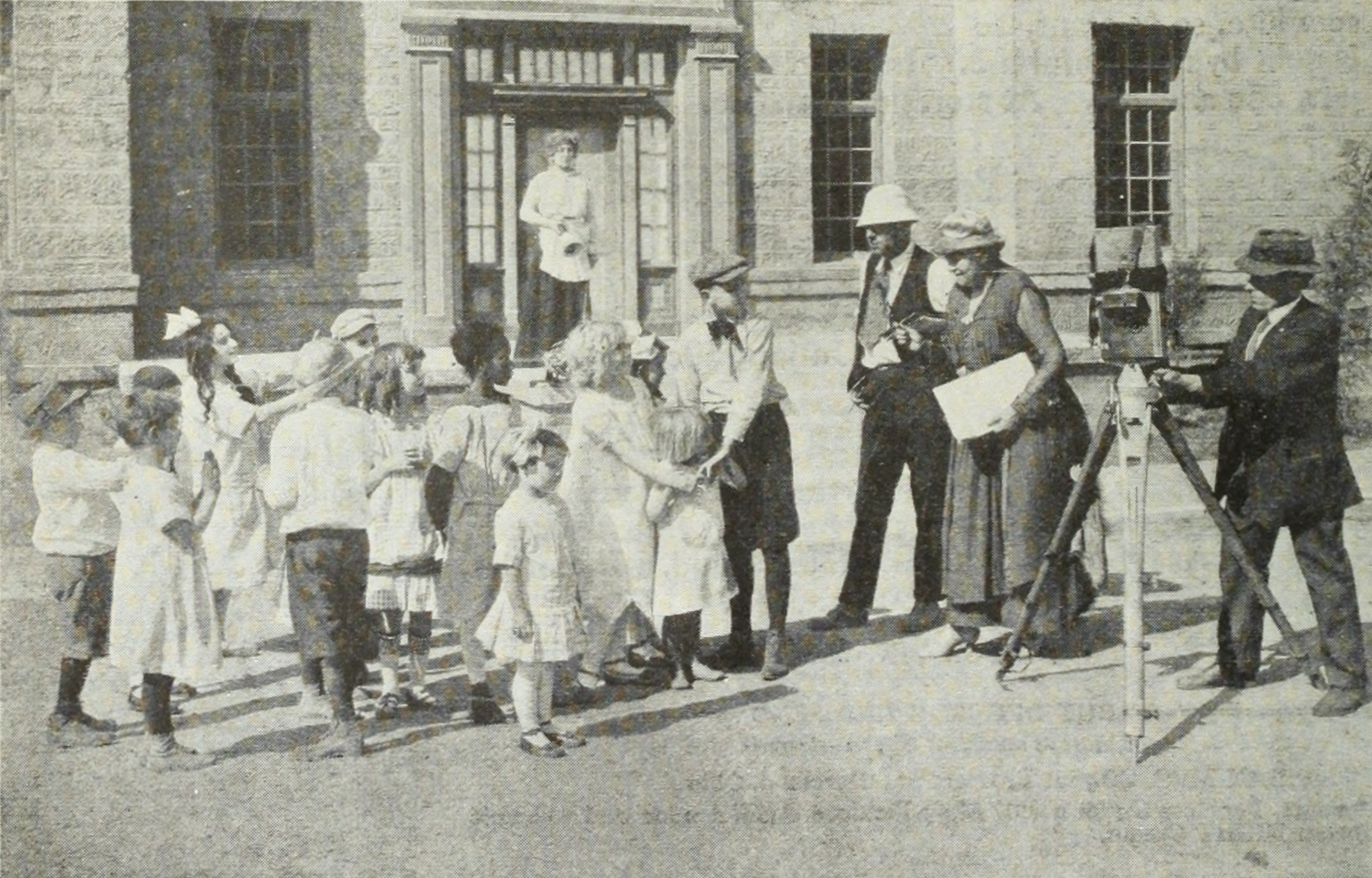
Lule Warrenton, am Set von When Little Lindy Sang, 1916

Lule Warrenton gehörte neben Kolleginnen wie Cleo Madison und Elsie Jane Wilson zu jenen Regisseurinnen, die unter der Regie von Lois Weber als Schauspielerinnen in das Filmgeschäft eingestiegen waren, und ihre Karrieren später als Regisseurinnen und Produzentinnen fortsetzten.
1916 begann Warrenton bei Universal mit der Regie von Kid Pictures oder Films for Little Ones, einem relativ jungen Genre, das sich besonders an ein kindliches Publikum richtete. In den Filmen wurden in großer Zahl Kinder als Darsteller eingesetzt. Seinerzeit war Warrenton die weltweit einzige Regisseurin, die ein eigenes Studio zur Verfügung hatte. Darüber hinaus hatte sie den Ruf, dass in der Arbeit mit Kindern niemand an sie heranreichen konnte. In der Filmindustrie war sie daher auch als „Mother“ Warrenton bekannt.
Kurze Zeit später trennte Warrenton sich von Universal und gründete mit der Unterstützung von Damen der Gesellschaft von Los Angeles und Umgebung eine eigene Filmgesellschaft, die Warrenton Children’s Photoplay Company. Sie hatte das Ziel, jährlich fünfzig Filme zu produzieren, die meisten von ihnen One-Reeler.
Offenbar ist die Warrenton Children’s Photoplay Company schon nach wenigen Monaten gescheitert. Anfang 1917 wurde in Lankershim (heute North Hollywood) eine Niederlassung der Frieder Film Company mit Lule Warrenton als Generaldirektorin gegründet. Auch hier sollten speziell Filme mit Kindern und für Kinder produziert werden. Der erste Film war A Bit o’ Heaven (auch The Birds’ Christmas Carol, nach dem gleichnamigen Roman von Kate Douglas Wiggin), eine Weihnachtsgeschichte von etwa 90 Minuten Laufzeit. Mehrere weitere Filme wurden ebenfalls für 1917 angekündigt, darunter The Littlest Fugitive, Hop o’ My Thumb und Star Dust. Die Fertigstellung und das Erscheinen dieser Filme ist ungesichert Präsidentin der Frieder Film Company mit Sitz in Chicago, Illinois war Irene M. Frieder.
Bereits im Spätsommer 1917 kehrte Warrenton aus unbekannten Gründen zu den Universal Studios zurück. Zu einem unbestimmten Zeitpunkt verließ sie Universal erneut und begann für wechselnde Filmgesellschaften zu arbeiten. Anfang der 1920er Jahre zog sie nach San Diego und trat in das San Diego Conservatory of Music ein. 1923 gründete sie erneut eine Filmgesellschaft, deren Schlüsselpositionen ausschließlich mit Frauen besetzt waren.
Warrenton gehörte 1916 zu den Gründerinnen des Hollywood Studio Club, einer Organisation zur Unterstützung von jungen Frauen, die in das Filmgeschäft drängten. Die Organisation begann zunächst als Leseclub im Keller der öffentlichen Bücherei von Hollywood. Mit der Unterstützung der Young Women’s Christian Association wandelte sich die Organisation zu einer sozialen Einrichtung, die Schlafsäle als Alternative zu den teuren und unsicheren Hotels anbot und allen Frauen aus dem Filmgeschäft offen stand. Bereits 1917 hatte der Studio Club 175 Mitglieder.

## Privates
Lule Warrenton hatte zwei Kinder. Gilbert Warrenton war ein bekannter Kameramann, der von der Stummfilmzeit bis in die 1960er Jahre tätig war und gelegentlich mit seiner Mutter arbeitete. Ihre Tochter Virginia Zimmerman war mit einem Arzt in Los Angeles verheiratet. Lule Warrenton verbrachte die letzten vier Jahre ihres Lebens auf ihrer Ranch in Carlsbad, Kalifornien und starb im Mai 1932 im Laguna Hospital.

## Filmografie (Auswahl)

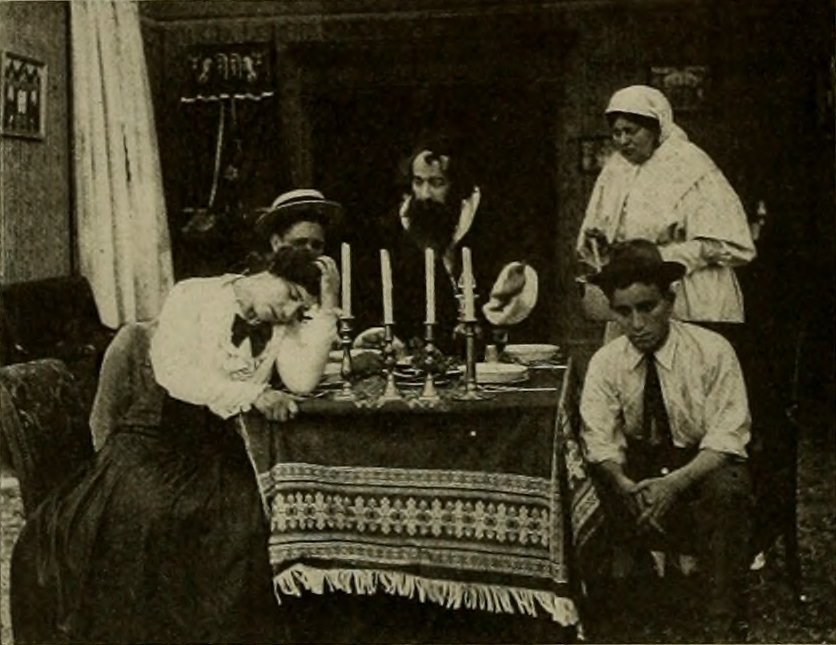
Lule Warrenton als Mutter Rachel in The Jew’s Christmas, 1913

### Als Schauspielerin
- 1913: The Jew’s Christmas
- 1913: Suspense (Kurzfilm)
- 1913: The Werewolf (Kurzfilm)
- 1914: Samson
- 1915: Bound on the Wheel (Kurzfilm)
- 1915: Jewel
- 1915: The Queen of Jungle Land (Kurzfilm)
- 1916: Secret Love
- 1916: Her Bitter Cup
- 1916: The Gilded Spider
- 1916: Bobbie of the Ballet
- 1916: It Happened in Honolulu
- 1916: The Secret of the Swamp
- 1917: Princess Virtue
- 1917: The Silent Lady
- 1918: Daughter Angele
- 1918: Heart of the Sunset
- 1919: The Wilderness Trail
- 1919: Molly of the Follies
- 1919: A Fugitive from Matrimony
- 1920: The Sin That Was His
- 1921: Blind Hearts
- 1921: Ladies Must Live
- 1922: Shirley of the Circus

### Als Regisseurin
- 1916: Pie (Kurzfilm)
- 1916: When Little Lindy Sang (Kurzfilm)
- 1916: Us Kids (Kurzfilm)
- 1917: The Valley of Beautiful Things (Kurzfilm)
- 1917: A Bit o’ Heaven (auch Produzentin)